# Dystasia similis
Dystasia similis là một loài bọ cánh cứng trong họ Cerambycidae.